# L'Innocent (film, 1938)
Pour les articles homonymes, voir Innocent.
Pour plus de détails, voir Fiche technique et Distribution.
L'Innocent est un film français réalisé par Maurice Cammage en 1937 et sorti en 1938.

## Synopsis
Nicolas est engagé pour vendre des fleurs, en ignorant que chaque bouquet dissimule de la cocaïne...

## Fiche technique
- Réalisation : Maurice Cammage
- Scénario : Georges Chaperot, Noël-Noël
- Décors : Lucien Jaquelux et Marcel Magniez
- Photographie : Willy Faktorovitch et Jean-Paul Goreaud
- Musique : Wal Berg, Jean Delettre
- Son : Jacques Hawadier
- Montage : André Versein
- Production : Eugène Reyssier, Laurent Thorpe
- Directeur de la production : Robert Lavallée
- Société de production : Films Chantecler
- Société de distribution : Société Nouvelle des Films Dispa
- Pays :  France
- Format : Noir et blanc -  Son mono - 1,37:1
- Genre : Drame
- Durée : 80 minutes
- Date de sortie : 
  - France : 12 février 1938[1]

## Distribution
- Noël-Noël : Nicolas
- Madeleine Robinson : Lisette
- Henri Nassiet : Grégor
- Mady Berry : l'épicière
- René Genin  et Robert Sidonac : les gendarmes
- Monique Viard : la petite Monique
- Jacques Varennes : le docteur
- Georges Jamin : "l'as de cœur"'
- Fréhel : Albertine
- Paul Amiot : Delmas, le policier
- Jean-Pierre Thisse : le petit Claude
- Nina Sinclair : l'indicatrice
- Maurice Nasil : Mario
- Nicolas Amato
- Ginette Darey
- Palmyre Levasseur
- Robert Seller
- André Siméon
- Jean Valroy